# Marche Paris-Mantes
 (octobre 2012).
La marche Paris-Mantes est une marche de nuit ouverte à tous qui se déroule traditionnellement le dernier dimanche de janvier. Cette manifestation est organisée par l'association sportive mantaise (ASM). 

## Édition 2007
L'édition 2007, la 72e du genre, s'est déroulée dans la nuit du 27 au 28 janvier 2007 et a réuni 3 428 marcheurs. Le parcours total entre Boulogne-Billancourt et Mantes-la-Jolie fait 54 kilomètres, mais trois parcours intermédiaires de 38, 20 et 12 kilomètres sont également proposés.